# Risvegli
Risvegli (Awakenings) è un film del 1990 diretto da Penny Marshall, con Robin Williams, Robert De Niro e Penelope Ann Miller.
Basato sui ricordi e l'esperienza di Oliver Sacks raccolte in un suo libro omonimo (usato anche da Harold Pinter come base per la sua opera teatrale A Kind of Alaska, messa in scena nel 1982), è stato candidato agli Oscar per miglior film, migliore sceneggiatura non originale e miglior attore (Robert De Niro).

## Trama
Il medico Malcolm Sayer (corrispondente al vero Oliver Sacks) scopre in un ospedale del Bronx, nel 1969, l'effetto positivo di un nuovo farmaco, la L-DOPA (o levo-dopa), sulla scorta dei riscontri che il farmaco stava allora acquisendo nella terapia della malattia di Parkinson. Egli somministra questa "medicina" a un paziente affetto da catatonia. Questo stato rappresentava l'evoluzione finale dei danni cerebrali provocati, decenni prima, dall'encefalite letargica, una patologia dovuta a un virus non ancora identificato, che si manifestò come pandemia nell'arco di tempo 1917-1924. Il dottor Sayer osservò una somiglianza tra la condizione dei pazienti catatonici a cui somministrò la levo-dopa e l'amimìa e acinesìa tipiche dei pazienti parkinsoniani. Leonard Lowe e il resto dei pazienti vengono risvegliati dopo avere vissuto per decenni in stato catatonico e si ritrovano a vivere una vita del tutto diversa dalla precedente.
Sayer ha rimosso tutti i suoi pazienti da uno stato quasi incosciente ma, con il passare del tempo, capisce di non poterli fermare dal ritornare di nuovo nello stato "dormiente". La levo-dopa infatti provoca rapidamente tolleranza, da qui la necessità di un continuo incremento del dosaggio, con la comparsa degli effetti collaterali come tic, movimenti involontari, allucinazioni e sbalzi d'umore con note di aggressività e deliri persecutori. Leonard Lowe, il primo paziente a essere "risvegliato", è anche il primo a sviluppare gravi problemi a causa degli effetti collaterali del farmaco, e tutti gli altri pazienti non vogliono arrivare alla sua stessa situazione. Con il passare del tempo Leonard comincia ad avere spasmi per tutto il corpo, a fare fatica a muoversi e a parlare a causa dei frequenti tic. Leonard, comunque, chiede a Sayer di continuare a fargli somministrare la medicina, di controllarlo e di filmarlo poiché vorrebbe un giorno contribuire alla scoperta di un medicinale che possa salvare la vita ad altri. S'interessa inoltre a una donna di nome Paula, il cui padre è uno dei pazienti dell'ospedale.
Leonard e Sayer, inoltre, si scontrano con l'amministrazione dell'ospedale che si rifiuta di permettere loro di fare uscire i pazienti. Sayer, riluttante, accetta la decisione mentre Leonard vuole cominciare a vivere la sua nuova vita dopo essere stato per molti anni addormentato. Presto però Leonard torna al suo stato catatonico, e ciò si rivela molto difficile da accettare per le infermiere, per Sayer, ma specialmente per la madre di Leonard. Sayer dice al gruppo di assegnazione dei donatori dell'ospedale che, sebbene il "risveglio" non possa essere totale, può essere una ripresa di vita anche solo per un piccolo periodo. Sayer, tuttavia, si sente depresso per non essere riuscito a "risvegliare" del tutto Leonard, ma Eleanor gli rivela che Leonard lo considerava il suo migliore amico. Sayer, ricordando il consiglio dello stesso Leonard di vivere ogni minuto della vita, chiede a Eleanor di uscire a prendere una tazza di caffè insieme, superando la sua timidezza e comunica con l'anima di Leonard attraverso una tavola Ouija.

## Produzione

### Cast
Nel film sono presenti due camei: il primo è del jazzista Dexter Gordon, che appare come paziente, e il secondo dell'allora sconosciuto Vin Diesel, che interpreta un inserviente dell'ospedale.

### Riprese
Le riprese del film iniziarono il 16 ottobre del 1989 presso il centro psichiatrico di Brooklyn, New York e durarono fino al 16 febbraio del 1990. Secondo Robin Williams, i pazienti dell'ospedale vennero effettivamente utilizzati per le riprese del film. Le riprese furono girate anche presso il Giardino botanico di New York, nella Julia Richman High School, e nel Park Slope, sempre a Brooklyn.

## Distribuzione
Il film, distribuito dalla Columbia Pictures, venne distribuito nelle sale cinematografiche statunitensi a partire dal 22 dicembre del 1990.

## Accoglienza
Il film ebbe un buon successo al botteghino. Guadagnò infatti circa 52 milioni di dollari contro un sostanzioso budget di 31 milioni di dollari. La pellicola ricevette inoltre numerose recensioni positive da parte della critica. Venne lodata in particolare la difficile e ben riuscita interpretazione di Robert De Niro (che gli fece guadagnare una nomination agli Oscar come miglior attore).

## Riconoscimenti
- 1991 - Premio Oscar
  - Nomination Miglior film a Walter F. Parkes e Lawrence Lasker
  - Nomination Miglior attore protagonista a Robert De Niro
  - Nomination Migliore sceneggiatura non originale a Steven Zaillian
- 1991 - Golden Globe
  - Nomination Miglior attore in un film drammatico a Robin Williams
- 1990 - Chicago Film Critics Association Awards
  - Nomination Miglior attore protagonista a Robert De Niro
- 1990 - National Board of Review Award
  - Migliori dieci film
  - Miglior attore protagonista a Robert De Niro
  - Miglior attore protagonista a Robin Williams
- 1992 - Awards of the Japanese Academy
  - Nomination Miglior film straniero
- 1992 - Grammy Award
  - Nomination Miglior composizione strumentale a Randy Newman
- 1990 - New York Film Critics Circle Award
  - Miglior attore protagonista a Robert De Niro
- 1991 - WGA Award
  - Nomination Miglior sceneggiatura non originale a Steven Zaillian
- 1991 - National Society of Film Critics Awards
  - Nomination Miglior attore protagonista a Robert De Niro
- 1991 - USC Scripter Award
  - Miglior sceneggiatura a Oliver Sacks e Steven Zaillian